# Ramon Muntaner
|  | Per a altres significats, vegeu «Ramon Muntaner (desambiguació)». |

Ramon Muntaner (Peralada, Alt Empordà, 1265 – Vila d'Eivissa, 1336) fou un militar, administrador, polític i cronista català, ciutadà de València i ciutadà de Mallorca. Eminentment conegut per ser el redactor d'una de les quatre grans cròniques, visqué de primera mà diverses gestes militars dels reis d'Aragó. També fou camarlenc de Jaume III de Mallorca, batlle d'Eivissa i capità d'almogàvers.

## Biografia
Era fill del prohom peradalenc Joan Muntaner i d'una dama del llinatge dels Sesfàbregues. L'any 1274, quan tan sols tenia nou anys, presencià la reunió celebrada entre Jaume I i el seu gendre Alfons X el Savi, rei de Castella, i la seva filla Violant d'Hongria, esposa del rei de Castella. Aquests s'allotjaren a casa del seu pare a Peralada de camí cap a Bellcaire (Llenguadoc) per entrevistar-se amb el papa Gregori X. Pel que hom pot llegir a la Crònica, dos anys més tard, quan tenia onze anys, formà part del seguici de Roger de Llúria que acompanyà l'infant Pere a la cort de França.
A finals del 1281, a l'edat de setze anys, es trobava a Montpeller, potser al servei del rei Jaume II de Mallorca. Després del 1285, havent complert els vint anys, ja no tornà a Peralada; la casa del seu pare i tota Peralada fou cremada quan els almogàvers evacuaren la vila el juny del 1285 durant la croada contra la Corona d'Aragó. Durant la Guerra de Sicília i a partir de l'abril del 1286, a l'edat de vint-i-un anys, sembla que formà part de l'estol de Roger de Llúria, anant i tornant de València amb el botí capturat a les posicions franceses.
Sembla que entre el novembre de 1286 i el març de 1287 acompanyà Roger de Llúria a la conquesta de Menorca. On el devien acollir els seus cosins Joan, Pere i Jaume Muntaner, fills d'un oncle seu que havia participat en la colonització de l'illa després de la conquesta de Mallorca en temps de Jaume I d'Aragó. El 13 d'abril de 1298, es documenta la seva estada a València, i a partir del 1298 consta com a ciutadà de Mallorca.
Cap al 1300 viatjà a Sicília on s'incorporà al servei del rei Frederic III de Sicília que en aquell moment es trobava en guerra contra els Anjou de Nàpols. El mateix Muntaner explica que fou un dels responsables de la defensa de Messina contra el setge de Robert d'Anjou. En aquest període, fou procurador general de Roger de Flor a Sicília i la seva presència a l'illa està documentada fins al final de la Guerra de Sicília, amb la signatura de la pau de Caltabellotta, l'agost del 1302.

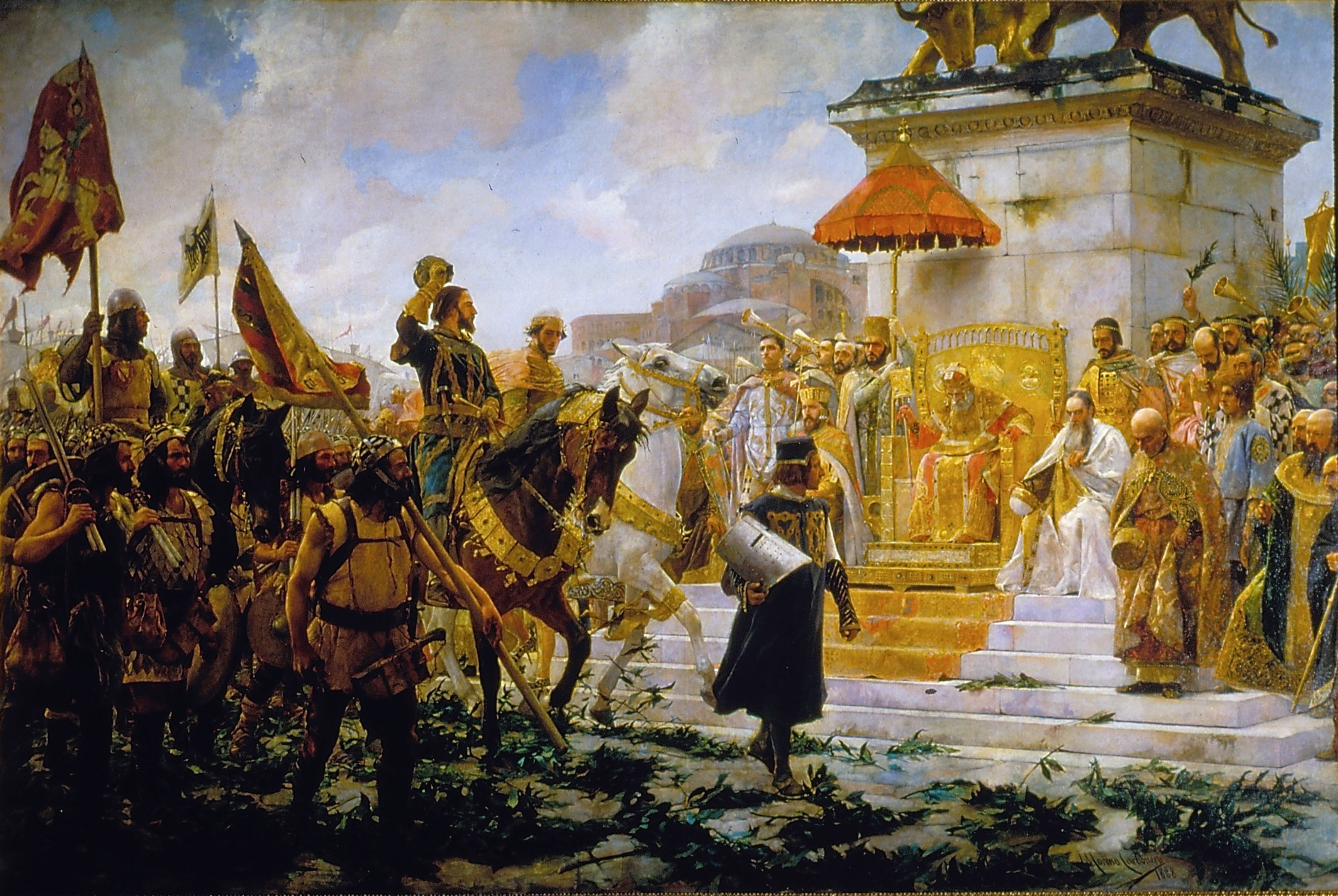
Entrada de Roger de Flor a Constantinoble de José Moreno Carbonero (1888)

Arran de la seva coneixença amb Roger de Flor, acceptà la seva proposta de formar part de la Companyia Catalana d'Orient i n'esdevingué mestre racional. Així doncs, l'any 1302 viatjà a l'imperi d'Orient amb la Gran Companyia a la cort de l'emperador Andrònic II Paleòleg per combatre els turcs. A l'Imperi Romà d'Orient hi dugué a terme tasques administratives, d'intendència i alguna missió menor. Després de l'assassinat de Roger de Flor i de diversos episodis de la Venjança Catalana, participà en la defensa de Gal·lípoli que es trobava en estat de setge per part de bizantins i genovesos.
Més tard, després de la mort de Roger de Flor es mostrà partidari del cabdillatge de l'infant Ferran de Mallorca, tanmateix, arran de les desavinences amb Bernat de Rocafort acabà abandonant la companyia amb els partidaris de l'infant Ferran. De retorn al Regne de Sicilià fou fet presoner per corsaris venecians a prop de les aigües de l'illa de Negrepont. Els venecians l'alliberaren i el retornaren a la companyia, on fou rebut amb grans demostracions d'afecte. Retornà a Negrepont i visità l'infant Ferran de Mallorca, que encara restava personer a Tebes. Seguidament es dirigí a la cort del rei Frederic II de Sicília.
El 1308 feu d'ambaixador de Frederic a la cort de Robert d'Anjou, on fou capturat i torturat cruelment a les masmorres de Castell dell'Ovo, acusant-lo d'haver visitat Nàpols per instigar una rebel·lió contra la Corona. Muntaner fou alliberat gràcies a la intervenció de l'almirall Bernat de Sarrià, probablement a mitjan 1309. Aquest fou el moment, a l'edat de quaranta-quatre anys, en què el rei Frederic II de Sicília li encomanà la pacificació de les illes de Gerba i els Quèrquens. Fou nomenat capità de Gerba i com a recompensa hom li encomanà la gestió de l'illa de 1311 a 1313. Tan sols sortí de l'illa el 1311 per esposar-se a València amb Valençona Castell, pubilla de l'alqueria de Xirivella, i d'aquest matrimoni en nasqueren els seus fills Martí, Macari i Caterina.
El 1315, Ferran de Mallorca li encomanà la missió de portar el seu fill i futur rei, Jaume III de Mallorca, des de Catània fins a Perpinyà, per tal de lliurar-lo als seus avis, el rei Jaume II de Mallorca i Esclaramonda de Foix.
Anys més tard, s'establí a Xirivella (València), on feu de procurador de Bernat de Sarrià fins al 1320. El 1322 escriví el seu Sermó, en vers provençal, amb la finalitat de ser cantat amb la tonada de la cançó de gesta francesa Gui de Nanteuil; al Sermó donava consells per a la preparació de la conquesta de Sardenya. El 1324, participà en l'organització de la part valenciana de la conquesta organitzant una flota de reforç per Jaume II. Durant aquest període, es dedicà al comerç de draperia i fou escollit jurat de la ciutat de València, i assistí com a tal a les festes per la coronació d'Alfons el Benigne el 1328 a Saragossa. El 12 de juny de 1329, a València estant, feu testament.
Després del 1329 anà a Mallorca, on el seu fill gran fou nomenat escuder del rei Jaume III de Mallorca, així com el seu segon fill entrà al servei del rei. El 1330, participà en les corts del Regne de Mallorca i participà en la preparació de la Guerra contra Granada. El 1331, fou reelegit jurat i amb la seva muller i la seva filla es traslladaren a Mallorca el 1332, on el rei Jaume III de Mallorca el nomenà camarlenc i batlle d'Eivissa. Morí en exercici d'aquest últim càrrec. Fou enterrat a l'església del convent dels Dominics d'Eivissa, per bé que les seves despulles foren traslladades a València, a la capella de Sant Macari del convent de Sant Domènec de València.

## Obra

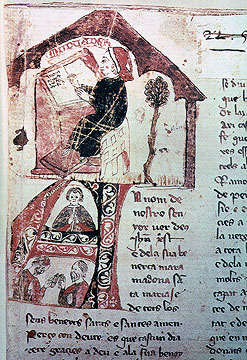
Còdex del de la Crònica de Ramon Muntaner a la Biblioteca d'El Escorial. Es pressuposa que l'escriba de la miniatura és Muntaner redactant la Crònica.

Segons relata ell mateix, el 15 de maig del 1325, a la seva alqueria de Xirivella, inicià la redacció de la seva Crònica, que finalitzà tres anys després. Va escriure la Crònica, que comprèn des de la concepció de Jaume I el Conqueridor (1207) fins a la coronació d'Alfons IV d'Aragó (1328). Muntaner va escriure la Crònica en poc més de tres anys. Està escrita en primera persona, utilitzant un estil planer, sense gaire retòrica. Gràcies a la seva condició de soldat, Muntaner va presenciar alguns dels fets d'armes que relata, una cosa inusual en altres cronistes. Carregada de dades històriques, la Crònica de Ramon Muntaner s'ha convertit en un element imprescindible per a analitzar aquest període de la història de la corona d'Aragó. Tanmateix, dista molt de ser una font objectiva.
Actualment existeix un pòdcast basat en La conquesta de Sicília, adaptat al català actual per Xavier Renedo i disponible a través de la web del Núvol.

## Llegat
Durant l'any 2006, el 16 de novembre el ple de l'Ajuntament de Xirivella, el 19 de desembre el de l'Ajuntament d'Eivissa i el 22 de desembre l'Ajuntament de Peralada, adopten els acords de ple d'agermanament, creant des d'aleshores un triangle històric i cultural unit per l'insigne cronista.